# Olivier Pla
 (novembre 2012).
Si vous disposez d'ouvrages ou d'articles de référence ou si vous connaissez des sites web de qualité traitant du thème abordé ici, merci de compléter l'article en donnant les références utiles à sa vérifiabilité et en les liant à la section « Notes et références ».
Pour les articles homonymes, voir Pla.
Olivier Pla, né le 22 octobre 1981 à Toulouse (Haute-Garonne), est un pilote automobile français.

## Biographie

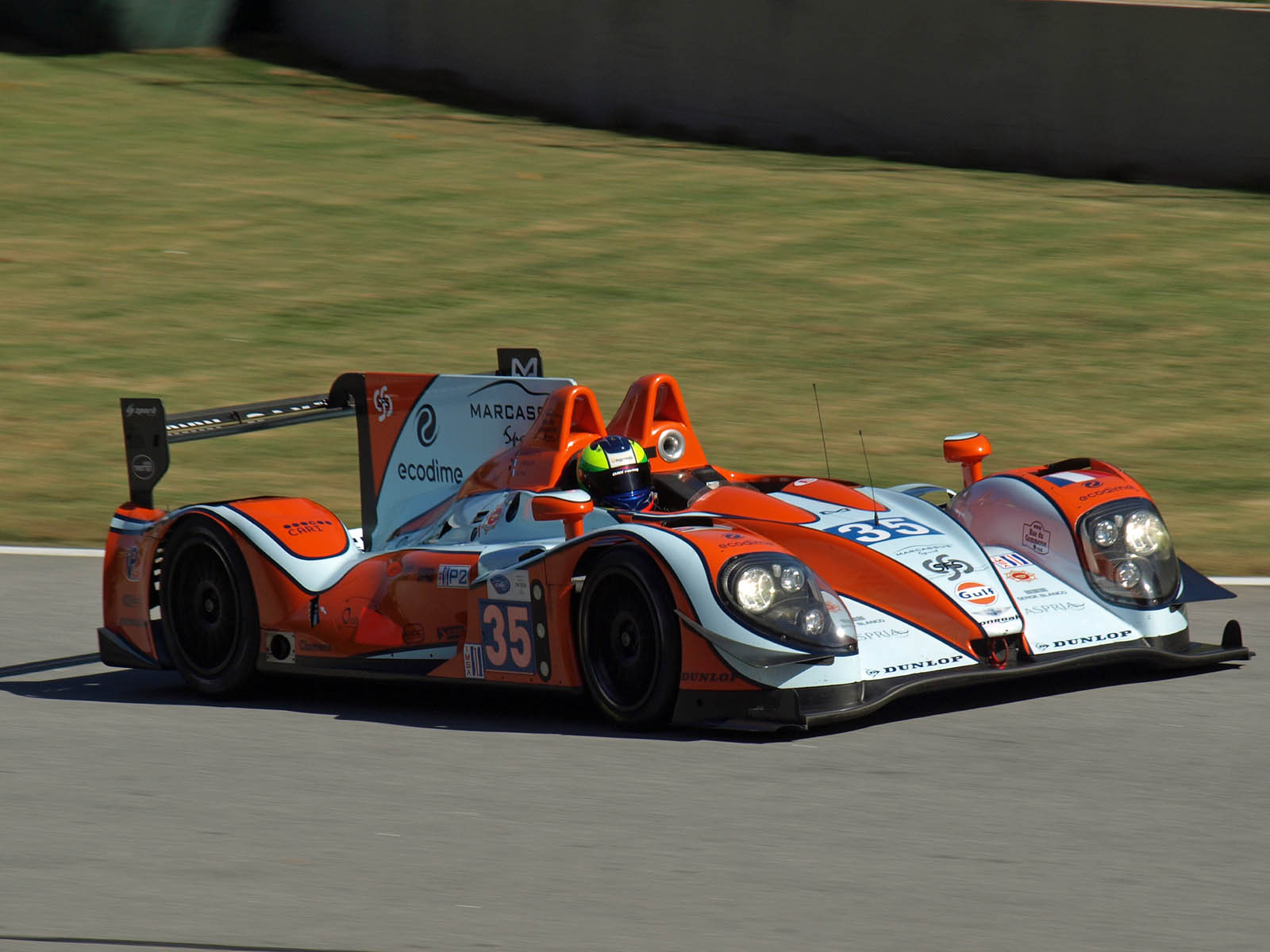
Olivier Pla dans l'OAK Racing Morgan LMP2-Nissan lors du Petit Le Mans 2012.

Fils de l'ancien pilote GT et concessionnaire automobile Jean-Pierre Pla. Il débute en karting en 1996. Il obtient des résultats tout à fait honorable qui lui permettent par la suite de participer, en 1999, au prestigieux Volant Elf (le vainqueur de cette épreuve fera partie la saison suivante de la Filière Elf). Il gagne ce volant puis participe à la Formule Renault Campus, organisé par cette même Filière Elf, qu'il termine en 3e position avec 4 victoires et 4 pole positions.
En 2001, Pla participe au Championnat de France de Formule 3 avec comme meilleur résultat, une 3e place à Albi. Il termine 8e au général.
En 2002, toujours en F3 Française mais chez ASM, il s'impose deux fois, au Mans et au Croix-en-Ternois. Il termine 3e au général derrière Tristan Gommendy et Renaud Derlot. Dans cette même année il remporte le Korean GP F3 et termine 2e des Masters de Formule 3 à Zandvoort.
En 2003, il participe à la Formule 3 Euroseries, qui remplace le Championnat de France de Formule 3. Dans un plateau relevé avec la présence notable de Nico Rosberg, Ryan Briscoe, Timo Glock, Alexandre Prémat, Christian Klien ou de Robert Kubica, il réalise une très bonne saison qu'il termine en 3e position sans remporter une seule course.
En 2004, il quitte la F3 Euroseries pour la Formule Nissan avec là aussi un plateau relevé (Heikki Kovalainen, Ralph Firman ou encore Enrique Bernoldi). Il signe avec RC Motorsports et réalise des résultats assez moyens comparé à son coéquipiers Narain Karthikeyan mais cependant Carlin Motorsport fait appel à lui pour remplacer Michael Keohane (nl). Il termine la saison avec cette équipe en remportant notamment une course à Estoril. Finalement il sera classé 9e du championnat.
En 2005, il arrive en GP2 Series, une nouvelle discipline, avec l’intention de monter en Formule 1. Il signe chez DPR avec qui il va remporter deux courses à Hockenheim et à Silverstone. Il termine la saison à la 13e place du général.
En 2006, Pla re-signe chez DPR pour tenter de faire mieux. Hélas, c’est un énorme échec, aucun point inscrit de toute la saison. Saison blanche pour Pla.
En 2007, il participe à la Porsche Carrera Cup allemande, sans trop s’illustrer. Il est rappelé en cours de saison par DPR pour deux piges en GP2 Series, une nouvelle fois le compteur reste bloqué à zéro. Entretemps, il participe comme pilote de développement au travail sur le châssis GP2 pour 2008.
En 2008, il participe au Le Mans Series avec le Quifel ASM Team ainsi qu’au 24 Heures du Mans, associé à Miguel Amaral et Guy Smith, qu’il termineront à la 20e place au général, 4e en LMP2. Il participe aussi au Petit Le Mans avec une Ginetta-Zytek, il finit à la 14e place.
En 2009 toujours chez Quifel ASM, il remporte le Championnat Le Mans Series en catégorie LMP2 avec son coéquipier portugais, Miguel Amaral. Tous les deux, avec Guy Smith, participent aux 24 Heures du Mans qu’ils ne vont malheureusement pas terminer, à la suite d'un abandon.
Depuis 2011, il pilote pour l'écurie OAK Racing spécialisée dans les courses d'Endurance. Il est ainsi engagé dans des programmes internationaux tels que le Championnat du monde d'endurance FIA, l'United SportsCar Championship, l'European Le Mans Series ou les 24 Heures du Mans.
Olivier Pla prend part à l'édition 2021 des 24 Heures du Mans chez Glickenhaus Racing en Hypercar, la nouvelle catégorie reine de l'endurance. Au volant de la récente SCG 007, l'équipage termine la course 4e, soit la même position qu'au départ, malgré un accrochage avec un Toyota au départ. Il dispute l'édition 2022 au sein de la même structure, avec à la clé une nouvelle 4e place.

## Carrière
- 2000 : Formule Campus France, 3e
- 2001 : Championnat de France de Formule 3
- 2002 : Championnat de France de Formule 3, 3e
- 2003 : Formule 3 Euro Series, 3e
- 2004 : World Series by Nissan, 9e
- 2005 : GP2 Series, 13e (2 victoires)
- 2006 : GP2 Series, NC
- 2007 : Porsche Supercup, 15e
  - Pilote de développement nouvelle monoplace GP2 Series
- 2008 : Le Mans Series LMP2, 8e (1 podium)
- 2009 : Le Mans Series LMP2, Champion (2 victoires, trois poles)
- 2010 : Le Mans Series LMP2, 6e (1 victoire)
- 2011 : Le Mans Series LMP1 (3 courses) 
  - ILMC LMP1 : (À partir de Silverstone) (1 podium)
- 2012 : World Endurance Championship LMP2
  - European Le Mans Series LMP2 2e du championnat en 2 course sur 4, 1 victoire
- 2013 : World Endurance Championship LMP2, 2e (5 podiums) Pole Position au 24h du Mans en LMP2 et meilleur tour en Course
- 2014 : Championnat du monde d'endurance FIA : 4 victoires en LMP2 ; United SportsCar Championship, 1 victoire.
- 2016 : United SportsCar Championship, 1 victoire : Petit Le Mans.

## Résultat en endurance

### 24 Heures du Mans
| Année | Équipe                    | Coéquipiers                           | Voiture              | Catégorie  | Tours | Pos. | Class Pos. |
| ----- | ------------------------- | ------------------------------------- | -------------------- | ---------- | ----- | ---- | ---------- |
| 2008  | Quifel ASM Team           | Miguel Amaral Guy Smith               | Lola AER             | LMP2       | 325   | 20e  | 4e         |
| 2009  | Quifel ASM Team           | Miguel Amaral Guy Smith               | Ginetta ZYTECH 09S/2 | LMP2       | 46    | Abd  | Abd        |
| 2010  | Quifel ASM Team           | Miguel Amaral Warren Hughes           | Ginetta ZYTEK 09S    | LMP2       | 318   | 21e  | 7e         |
| 2011  | Quifel ASM Team           | Miguel Amaral Warren Hughes           | Zytec 09 SC          | LMP1       | 48    | Abd  | Abd        |
| 2012  | OAK Racing                | Jacques Nicolet Matthieu Lahaye       | Morgan - Judd        | LMP2       | 139   | Abd  | Abd        |
| 2013  | OAK Racing                | David Heinemeier Hansson Alex Brundle | Morgan - Nissan      | LMP2       | 328   | 8e   | 2e         |
| 2014  | G-Drive Racing            | Roman Rusinov Julien Canal            | Morgan - Nissan      | LMP2       | 120   | Abd  | Abd        |
| 2015  | Nissan Motorsports        | Jann Mardenborough Max Chilton        | Nissan GT-R LM Nismo | LMP1       | 234   | Abd  | Abd        |
| 2016  | Ford Chip Ganassi Team UK | Stefan Mücke Billy Johnson            | Ford GT              | LM GTE PRO | 339   | 21e  | 4e         |
| 2017  | Ford Chip Ganassi Team UK | Stefan Mücke Billy Johnson            | Ford GT              | LM GTE PRO | 332   | 27e  | 10e        |
| 2018  | Ford Chip Ganassi Team UK | Stefan Mücke Billy Johnson            | Ford GT              | LM GTE PRO | 340   | 21e  | 6e         |
| 2019  | Ford Chip Ganassi Team UK | Stefan Mücke Billy Johnson            | Ford GT              | LM GTE PRO | 340   | 25e  | 6e         |
| 2020  | Risi Competizione         | Sébastien Bourdais Jules GOUNON       | Ferrari 488 GTE Evo  | LM GTE PRO | 339   | 23e  | 4e         |
| 2021  | Glickenhaus Racing        | Franck Mailleux Pipo Derani           | Glickenhaus 007 LMH  | Hypercar   | 367   | 4e   | 4e         |
| 2022  | Glickenhaus Racing        | Romain Dumas Pipo Derani              | Glickenhaus 007 LMH  | Hypercar   | 370   | 4e   | 4e         |